# گوزل‌یورت (بسنی)
گوزل‌یورت (انگلیسی: Güzelyurt) یک منطقه مسکونی در ترکیه است که در استان آدیامان و در ناحیه بسنی واقع شده است.